# Stagione 1975-1976 di snooker
La stagione 1975-1976 di snooker è l'8ª edizione di una stagione di snooker. Ha preso il via il 1º agosto 1975 ed è terminata l'11 maggio 1976, dopo otto tornei professionistici, tre in meno della stagione precedente, suddivisi in uno valido per la classifica mondiale, e sette non validi, quattro in meno della stagione precedente.

## Calendario

### Main Tour
| N° | Date di gioco                       | Torneo                               | N° edizione | Città                    | Impianto                                   | Vincitore      | Finalista          | Risultato   | Note  |
| -- | ----------------------------------- | ------------------------------------ | ----------- | ------------------------ | ------------------------------------------ | -------------- | ------------------ | ----------- | ----- |
| 1  | dal 1° al 29 agosto 1975            | Australian Professional Championship | 14ª         | Wagga Wagga              | Wagga RSL Club                             | Eddie Charlton | Dennis Wheelwright | 31–10       | [ 2 ] |
| 2  | settembre 1975                      | Canadian Open                        | 2ª          | Toronto                  | Canadian National Exhibition Stadium       | Alex Higgins   | John Pulman        | 15–7        | [ 3 ] |
| 3  | gennaio 1976                        | Pot-Black                            | 8ª          | Birmingham               | BBC Studios                                | John Spencer   | Dennis Taylor      | 1–0 (69-42) | [ 4 ] |
| 4  | dal 26 al 30 gennaio 1976           | The Masters                          | 2ª          | Londra                   | New London Theatre                         | Ray Reardon    | Graham Miles       | 7–3         | [ 5 ] |
| 5  | 21 febbraio 1976                    | Benson & Hedges Ireland Tournament   | 2ª          | Dublino                  | National Boxing Stadium                    | John Spencer   | Alex Higgins       | 5–0         | [ 6 ] |
| 6  | dall'11 al 23 aprile 1976           | Campionato mondiale                  | 45ª         | Middlesbrough Manchester | Middlesbrough Town Hall Whythenshawe Forum | Ray Reardon    | Alex Higgins       | 27–16       | [ 7 ] |
| 7  | dal 1° all'8 maggio 1976            | Pontins Professional                 | 3ª          | Prestatyn                | Pontins                                    | Ray Reardon    | Fred Davis         | 10–9        | [ 8 ] |
| 8  | dal 7 settembre al 22 dicembre 1974 | Canadian Club Masters                | 1ª          | Leeds                    | Northern Snooker Centre                    | Alex Higgins   | Ray Reardon        | 6–4         | [ 9 ] |

Legenda:
      Titolo Ranking
      Titolo Non-Ranking